# Gerhard Hellmuth
Gerhard Hellmuth (* 6. Juli 1922) ist ein ehemaliger deutscher Fußballspieler. Er spielte von 1950 bis 1954 für EHW/Stahl Thale in der DDR-Oberliga, der höchsten Spielklasse im DDR-Fußball. Dort bestritt er 76 Punktspiele, in denen er zwölf Tore erzielte.

## Sportliche Laufbahn
Im 5. Oberligaspiel der Saison 1950/51 der Sportgemeinschaft Eisenhüttenwerk Thale, am 24. September 1950, bestritt Gerhard Hellmuth im Alter von 28 Jahren sein erstes Spiel in der Eliteliga des DDR-Fußballs. Das erste Oberligator erzielte er zwei Spieltage später in der Begegnung Motor Zwickau – SG EHW Thale (4:1). Bis zum Ende der Saison, in der die SG EHW in die Betriebssportgemeinschaft (BSG) Stahl Thale umgewandelt wurde, kam Hellmuth bei 34 Punktspielen insgesamt 23-mal zum Einsatz. Anfangs wurde er als Stürmer aufgeboten, danach spielte er aber vorwiegend im Mittelfeld. Er erzielte in den Punktspielen drei Tore. Auch in der Spielzeit 1951/52 wurde Hellmuth nicht durchgängig in der Oberliga eingesetzt. In der Mammutsaison mit 36 Punktspielen wurde er nur in 24 Partien eingesetzt, spielte auf den unterschiedlichsten Positionen und kam wieder auf drei Tore. In der Saison 1952/53 erreichte die BSG Stahl Thale mit Platz fünf das beste Ergebnis ihrer Oberligazugehörigkeit. Für Hellmuth lief die Spielzeit wieder nicht optimal, er kam in der Hinrunde nur viermal zum Einsatz, erst danach wurde er regelmäßig als Mittelstürmer aufgeboten und kam in 22 Punktspielen zu fünf Torerfolgen. Hellmuths letzte Oberligasaison war auch die letzte Spielzeit für Stahl Thale in der Oberliga. Während Hellmuth 1953/54 in den 28 Punktspielen nur siebenmal aufgeboten wurde und nur ein Tor schoss, landete seine Mannschaft auf einem Abstiegsplatz. In der Zweitligasaison 1954/55 kam Hellmuth nur noch in zwei Punktspielen ohne Torerfolg zum Einsatz. Stahl Thale schaffte infolge einer Ligareform mit der Reduzierung von drei Staffeln auf eine Staffel nicht den Klassenerhalt, und Hellmuth beendete 33-jährig seine Laufbahn im höherklassigen Fußball.